# 北京师范大学附属实验中学
39°54′36″N 116°21′43″E / 39.909888°N 116.361926°E
北京师范大学附属实验中学（The Experimental High School Attached to Beijing Normal University），简称北师大实验中学或实验中学，前身为北京师范大学附属女子中学（师大女附中）。学校建立于1917年9月5日，是市级重点中学和首批北京市示范高中。

## 学校概况
北京师范大学附属实验中学是北京市首批示范高中校：学校是国家教育部和北师大进行中学教育改革的实验基地，学校的校训是：“诚信、严谨，求是、拓新”。学校创建于1917年9月5日，时为北京女子师范学校附属中学，欧阳晓澜为第一任主任（即校长）。后来石砳磊任校长直到1940年代末。
著名的女科学家郝诒纯（中国科学院院士）、胡启恒（原中科院副院长）、陆士嘉、女新闻工作者浦熙修、陈柏生、女将军聂力、女画家萧淑芳等先后从这里毕业。教育家马寅初、陈荩民、傅仲荪、程春台、闵嗣鹤、胡絜青等都先后在校任教。中华人民共和国国许多领导人的子女，如毛泽东的女儿、刘少奇的子女、林彪的女儿、周恩来的侄女、陈云之女、邓小平之女等都先后从这里毕业。现任北京师范大学附属实验中学校长是李晓辉。现学校在校师生有3000余人。
1994年被北京市批准为高中免会考学校。学校被北京市教委评为“全面育人，办有特色”先进学校。
“学有所成，多向发展”也是该校教学的传统之一。学校实现了必修课与选修课结合的教学体制，在选修课程中采用学分制。选修课内容广泛，包括音乐、美术、社会学、哲学、天文学、语言类（中文，英/法/日语）、计算机等等。高中学生可从近30门课程中选择。在体育课程中，学生也可以选学一项体育运动，如羽毛球、乒乓球、游泳、田径、跆拳道等。这种体制体现了教师与学生的互动。
学校中青年教师超过半数，并有逐年增长的趋势。学校重视学生对教学的反馈，每年都有“评教评学”（Teaching Evaluation）的问卷调查，匿名计算机阅读问卷。30余位教师担任市、区学科带头人、市级骨干教师和学会负责人；近几年又承担国家级、部委级科研项目七项，写出专着或学科教育著作近百本，发行全国。
学校重视体育卫生工作，学校还是北京市女排高水平运动队和田径传统校。中国国家排球队的前总教练郎平曾担任校派球队的训练顾问。在2005年的世界游泳青年比赛上，该校派出的选手更夺得多枚金牌。2004年雅典奥运会跆拳道金牌选手罗薇即为原该校淘汰的田径选手。该校向学生承诺优秀的该校初中部运动员能够以优惠的条件进入高中部，这种做法在中国大陆教育界非常普遍，但是也因此发生过初中部运动员因不能升入该校高中跳楼自杀的事件。
北京师范大学附属实验中学经常有国外学校来访交流。美国前副总统戈尔、联合国秘书长科菲·安南夫人、微软公司总裁比尔·盖茨等曾先后到校参观、交流。十几年来，先后共有230余名教师、 200余名学生到美国、加拿大、日本、英国、法国、德国、新加坡、韩国、泰国、澳大利亚、南非等国进行考察、进修，并与香港汉基国际学校、美国明敦等学校建立互访交流校。每年假期学校都提供大量机会供学生去国外交流，从2006年起更增加了实习项目，学生只需支付成本费用。
学校与加拿大多伦多大学、意大利都灵理工学院、美国普渡大学等都签有协议，让符合一定条件的毕业生可以免SAT等考试进入上述大学学习。同时，该校在美国常春藤院校等美国大学中存在一定数量的校友。其中一个原因是之前的全国理科实验班为实验中学带来了大批优质生源。
北京师范大学附属实验中学位于北京市西城区二龙路14号，西单商业区附近，毗邻中国教育部，北京市西城区人民政府，北京市西城区公安分局及中国民族文化宫，与北侧的北京师范大学实验二龙路中学之间通过行人天桥连接。

## 大事记
- 1917年3月，北京女子师范学校设立附属女子中学。
- 1917年9月5日，定名为北京女子师范学校附属中学并正式开学，校址在西城区东铁匠胡同。
- 1918年6月，校舍由东铁匠胡同迁到西城区西单辟才胡同，原教育用品制造所旧址。
- 1924年7月，北京女子师范学院更名为北京女子师范大学，该校亦同时更名。
- 1931年7月1日，女师大与北京师范大学合并，学校正式成为北京师范大学附属女子中学。
- 1949年春，学校与来自解放区的华北育才中学女生部合并。
- 1952年8月，接管私立文华女中，迁至现校址，西城区二龙路甲14号。
- 1955年9月，由中央教育部直接管理，改名为北京实验中学，校名由郭沫若提写。
- 1964年8月，学校由师范大学收回，恢复北京师范大学附属女子中学原校名。
- 1966年8月，该校中共党总支书记兼副校长卞仲耘被该校红卫兵学生打死于校中，成为文革中在北京第一个公开被打死的教育工作者。
- 1966年8月18日毛泽东接见红卫兵时，北京师范大学女附中女生、高干子女（宋任穷之女）宋彬彬为毛泽东戴上了红卫兵袖章。毛泽东询问宋的名字，宋回答后，毛说“要武嘛”。这一情节被新华社以新闻稿方式报道。宋彬彬将名字改为“宋要武”，她所在的北师大女附中也改名为红色要武中学。宋彬彬即以“宋要武”之名发表在《光明日报》上的《我为毛主席戴上红袖章》。8月24日毛泽东为北京大学新校刊题写“新北大”的刊名，被《人民日报》誉为“破旧立新的动员令，兴无灭资的号召书”。
- 1968年，结束50年女校历史，开始兼收男生。但由于种种原因，该校男女生数量一直未达到平衡。甚至于为了增加某些班级男生数量，设置了男女不平等的分数线。
- 1972年，学校更名为北京150中学。（一说，15与“要武”谐音）[來源請求]

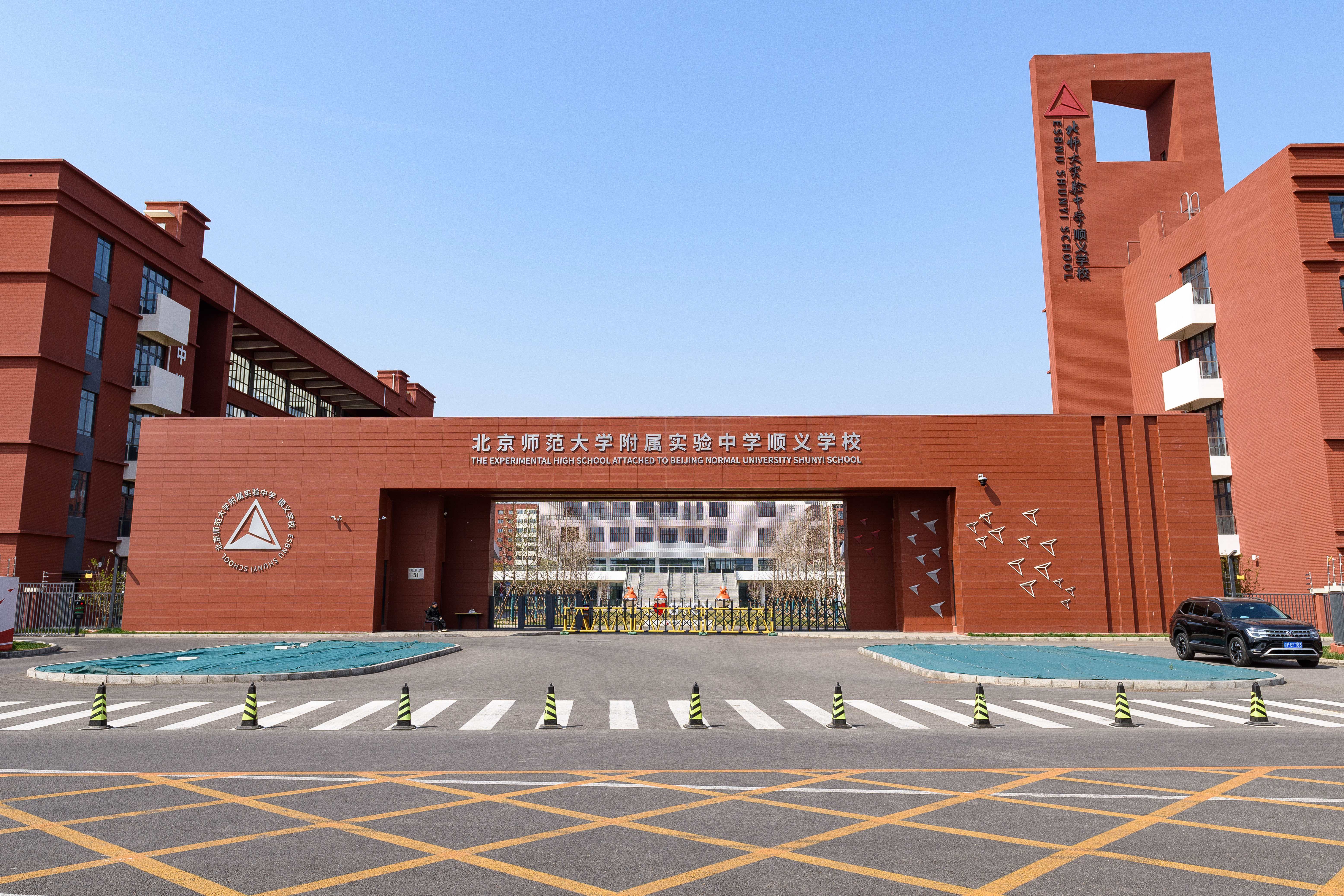
北京师范大学附属实验中学顺义学校

- 1978年1月24日，学校重新归属师大定校名为北京师范大学附属实验中学，简称北师大实验中学。
- 1993年-2002年，学校承办中国教育部的全国理科实验班项目，面向全国招生，该班学生通过三年高中学习及考核可以免试直接升入北京大学、清华大学等中国一流高等学府。生源主要是各省初中数学物理竞赛的前十名，并且录取之前学校还要检验学生的心理状态与生活能力。2003年因为非典等原因一直停办至今。
- 2003年4月21日，校长向全校师生召开电视会议，宣布开始停课。这比北京中小学统一停课的时间早了两天。
- 2003年秋季开始招收“香港英才班”学生。在人民大会堂举行开班仪式。后由于生源问题停办。
- 2003年10月，该校高中生排演话剧雷雨所使用的道具枪课间被学生把玩时意外伤人，导致一名学生最终十级伤残，法院终审认定学校负有40%责任，赔偿受伤学生3.6万元。
- 2004年，微软公司总裁比尔·盖茨来访，并签订了于中国教育部合作的相关项目。同时在北京师范大学附属实验中学设立“微软实验室”。
- 2005年10月，北京师范大学附属实验中学与广州番禺桥城中学结为中国友好中学。
- 2005年底，与加拿大多伦多大学士嘉堡分校签订协议，每年向该校输送大量高中毕业生。实验中学06届向多伦多大学士嘉堡分校输送了17名毕业生。
- 2007年9月8日，学校在人民大会堂举行庆祝建校90周年活动。
- 2022年9月，北京师范大学附属实验中学顺义学校在顺义板桥学校借址开学，位于空港街道的校址2023年6月建成[2]。
- 2024年下旬，校方发布了2024年7至12月政府采购意向公告，计划对西门及其内侧设施进行改造升级，总工程造价预计约300万元[3]，其中西门改造费用约45万元，西门内侧设施改造费用约255万元；以钢架和混凝土板建造一个空心钢门，以传承学校百年历史文化[4]。但在8月下旬，实际完成的“钢门”建筑设计和不合理的预算引发了师生的强烈不满[5]。对此，校方于8月16日晚通过官方微信公众号发布了《关于西门及西门内侧设施改造的情况说明》进行澄清，称该公告中的预算属于已作废的意向公告。学校根据中国建筑设计研究院的整体规划草案及2024年暑期实际情况，原计划对西门和西门内侧设施进行初步改造，总预算约300万元（西门约45万元，西门内侧设施约255万元）。然而，西门内侧设施改造项目在勘察过程中发现了燃气主管道、排污管、自来水管和电缆的复杂分布，加上假期工期紧张，校方决定简化工程，预算从255万元缩减至40余万元。由于招标公示平台无法撤回公示内容，平台上显示的预算信息（255万元）并非项目的实际改造费用[4]。尽管校方对费用问题提供了合理的解释，师生依然对文章中披露的设计方案和规划表示不认可。许多人认为，尚未完成的设计规划更加无法让人接受，认为其与学校历史和校园整体风格严重不符，无法达到期望。

## 友好合作与交流名校
- 美国洛杉矶ABC学区惠特尼高中
- 美国波士顿明敦中学
- 美国旧金山尤方玉屏学校
- 美国霍普金斯学校
- 美国诺丁汉学院
- 香港圣公会莫寿增会督中学
- 香港汉基国际学校
- 加拿大多伦多大学
- 日本早稻田大学

## 历任领导
校长
- 欧阳晓澜（1917年－1930年）
- 杨荫庆、徐炳昶、徐金湶、黄静思、姬振铎（1930年—1945年）
- 石砳磊（1945年－1949年5月）
- 彭文（1949年5月－1951年8月）
- 苏灵扬（1951年9月－1955年8月）
- 孙岩（1958年9月－1963年8月）
- 刘致平（1979年9月－1986年8月）
- 王本中（1986年9月－1996年8月）
- 张锦斋（1996年9月－2000年5月9日）
- 袁爱俊（2000年5月9日－2009年7月）
- 蔡晓东（2009年7月－2018年10月23日）
- 李晓辉（2018年10月23日-）[6]

党委书记
- 丁丁（1951年9月－1954年8月）
- 胡志涛（1954年9月－1955年8月）
- 卞仲耘（1955年9月－1958年8月）
- 孙岩（1958年9月－1963年8月）
- 卞仲耘（1963年9月－1966年遇害）
- 宋克（1971年9月－1975年）
- 何钊（1975年9月－1979年8月）
- 杨华（1979年9月－1982年8月）
- 祖二春（1982年9月－1989年8月）
- 张锦斋（1988年11月－1996年8月）
- 王本中（1996年9月－2003年）
- 袁爱俊（2003年－2009年11月）
- 程凤春（2009年11月－2015年7月）
- 陈国才（2015年9月－）[6]

名誉校长
- 袁爱俊（2009年7月－）[6]

## 知名校友
- 浦熙修：民国及解放初期著名女新闻工作者
- 郝诒纯：1936届初中，中国科学院院士
- 陈柏生：1942届高中乙班，新闻工作者
- 周秉德：1952届初中1班，周恩来胞弟，周恩寿之长女，中国新闻社原副社长
- 胡启恒：1953届高中2班，原中国科学院副院长
- 邵华：1956届初中4班，毛岸青之妻，毛泽东儿媳
- 邓先群：1957届高中7班，邓小平同父异母之妹，解放军陆军少将
- 叶向真：1960届高中2班，十大元帅叶剑英之女，导演
- 章诒和：1960届高中4班，章伯钧之女，作家
- 左太北：1960届高中5班，将军左权之女，原国家科委司长、中国航空工业集团司长
- 邓楠：1964届高中1班，邓小平之女
- 陈伟华：1966届高中1班，陈云之女
- 吴晓灵：1966届高中3班，原中国人民银行副行长
- 李银河：1968届初中4班，中国社会学家，中国当代作家王小波之妻
- 蒋红涛：1981届高中2班，美国宇航局(NASA)喷气推进实验室（JPL）工程与科学部首席科学家
- 刘纯燕：1981届初中1班，中央电视台少儿节目主持人
- 陈鲁豫：1985届初中3班，凤凰卫视、鲁豫有约主持人
- 刘军：1988届高中2班，联想公司副总裁
- 邓榕：邓小平之女
- 俞慧声：黄敬之女
- 高滨滨：高岗之女
- 李讷: 江青之女
- 宋彬彬：宋任穷之女

## 争议
- 2007年九十周年校庆时，校方曾选出90位荣誉校友。当选荣誉校友的李银河对入选标准提出异议：“这90人不是大官的女儿，就是本人是大官。我是一个例外，因为我的爸爸官不够大，我本人也官不够大。我跟校友说：她们是公爵、侯爵、伯爵、子爵、男爵，我是勋爵。”[7]
- 2007年九十周年校庆时，校方展示荣誉校友照片时擅自选用了宋彬彬1966年给毛泽东戴“红卫兵”袖章的照片，引发各界批评。前任校长卞仲耘（全国第一个被本校学生殴打致死的校长）的丈夫王晶垚写了致现任校长袁爱俊的公开信，提出抗议，但并未得到回应。[8]